# Charleston (Tennessee)
Charleston is een plaats (city) in de Amerikaanse staat Tennessee, en valt bestuurlijk gezien onder Bradley County.

## Demografie
Bij de volkstelling in 2000 werd het aantal inwoners vastgesteld op 630.
In 2006 is het aantal inwoners door het United States Census Bureau geschat op 651, een stijging van 21 (3,3%).

## Geografie
Volgens het United States Census Bureau beslaat de plaats een oppervlakte van
2,6 km², waarvan 2,5 km² land en 0,1 km² water. Charleston ligt op ongeveer 218 m boven zeeniveau.

## Plaatsen in de nabije omgeving
De onderstaande figuur toont nabijgelegen plaatsen in een straal van 20 km rond Charleston.